# Nguyễn Ngọc Quang
Nguyễn Ngọc Quang (sinh ngày 22 tháng 12 năm 1958 tại quận Hải Châu, Đà Nẵng) là chính trị gia người Việt Nam. Ông từng là Bí thư Tỉnh ủy Quảng Nam, Chủ tịch Hội đồng nhân dân tỉnh Quảng Nam.

## Tiểu sử
Sáng ngày 11 tháng 7 năm 2014, tại kì họp thứ 11 Hội đồng nhân dân tỉnh Quảng Nam khóa VIII, đã bầu ông Nguyễn Ngọc Quang, Phó Chủ tịch Ủy ban nhân dân, giữ chức Chủ tịch Hội đồng nhân dân nhiệm kỳ 2011-2016 thay ông Nguyễn Văn Sỹ nghỉ hưu theo chế độ.
Tháng 9 năm 2015 Hội nghị Tỉnh ủy Quảng Nam đã bầu ông Nguyễn Ngọc Quang, Phó Bí thư Thường trực Tỉnh ủy, Chủ tịch HĐND Quảng Nam, giữ chức Bí thư Tỉnh ủy Quảng Nam. thay cho ông Lê Phước Thanh xin về hưu trước tuổi. Tháng 10.2015 tại đại hội Đảng bộ tỉnh Quảng Nam lần thứ XXI nhiệm kỳ 2015-2020 ông tái đắc cử chức Bí thư Tỉnh ủy. Ông có bằng Tiến sĩ Kinh tế.
Sáng ngày 14/6/2016, Hội đồng nhân dân tỉnh Quảng Nam khóa IX, nhiệm kỳ 2016-2021 đã bầu Nguyễn Ngọc Quang tiếp tục giữ chức vụ Chủ tịch Hội đồng nhân dân tỉnh Quảng Nam, với 59/60 phiếu bầu, đạt tỷ lệ trên 98%.
Từ ngày 1 tháng 1 năm 2019, Nguyễn Ngọc Quang nghỉ hưu.
Sáng ngày 10 tháng 7 năm 2019, tại kì họp thứ 10 của Hội đồng nhân dân (HĐND) tỉnh Quảng Nam khóa IX, nhiệm kỳ 2016-2021, Nguyễn Ngọc Quang được miễn nhiệm chức vụ Chủ tịch Hội đồng nhân dân tỉnh Quảng Nam.